# Großer Fliegerpreis von Forst
Der Große Fliegerpreis von Forst war ein Wettbewerb im Bahnradsport für Sprinter, der in der deutschen Stadt Forst (Lausitz) veranstaltet wurde.

## Geschichte
Der Große Fliegerpreis von Forst wurde zum ersten Mal 1909 ausgefahren. Erster Sieger war der Deutsche Eugen Stabe, der im Verlauf seiner Karriere in Forst zum Lokalmatador wurde.
Veranstaltungsort war die Radrennbahn Forst (seit 2008 Rad- und Reitstadion Forst), die seit 1906 existiert. Das Rennen fand in ungelmäßigen Abständen statt. 1959 griff der Deutsche Radsportverband der DDR die Tradition wieder auf und führte den Wettbewerb unter dem Namen „Großer Preis von Forst“ weiter. 1973, 1975 und 1976 gehörte der Wettkampf zu den Auswahlrennen zur Bildung der Nationalmannschaft. 1985 wurde der Große Preis zum letzten Mal veranstaltet.

## Palmarès
| Jahr      | Sieger              | Zweiter              | Dritter             |
| 1909      | Eugen Stabe         | Albert Rietzenthaler | Fritz Kurzmeier     |
| 1910      | Walter Rütt         | Eugen Stabe          | Emanuel Kudela      |
| 1911      | nicht ausgetragen   | nicht ausgetragen    | nicht ausgetragen   |
| 1912      | Guus Schilling      | Albert Rietzenthaler | Gaston Georges      |
| 1913      | Eugen Stabe         |                      |                     |
| 1914–1926 | nicht ausgetragen   | nicht ausgetragen    | nicht ausgetragen   |
| 1927      | Alex Fricke         | Robert Spears        | Alfred Schrage      |
| 1928–1934 | nicht ausgetragen   | nicht ausgetragen    | nicht ausgetragen   |
| 1935      | Erich Hoffmann      | Bruno Biernaczyk     | Karl Wesoly         |
| 1936–1958 | nicht ausgetragen   | nicht ausgetragen    | nicht ausgetragen   |
| 1959      | Karl Barton         | Karl-Heinz Peter     | Lloyd Binch         |
| 1960      | Karl-Heinz Peter    | Vladimir Bures       | Antonin Stanek      |
| 1961      | Brian Dew           | Ronald Baensch       | Jürgen Simon        |
| 1962–1971 | nicht ausgetragen   | nicht ausgetragen    | nicht ausgetragen   |
| 1973      | Peter Eichstädt     | Jürgen Geschke       | Werner Otto         |
| 1974      | nicht ausgetragen   | nicht ausgetragen    | nicht ausgetragen   |
| 1975      | Emanuel Raasch      | Jürgen Geschke       | Siegfried Schreiber |
| 1976      | Siegfried Schreiber | Peter Eichstädt      | Wiktor Kopylow      |
| 1977–1984 | nicht ausgetragen   | nicht ausgetragen    | nicht ausgetragen   |
| 1985      | Michael Hübner      | Lutz Heßlich         | Ralf-Guido Kuschy   |